# Alain Venot (médecin)
Pour les articles homonymes, voir Venot.
Alain Venot (13 décembre 1948 - ) est un professeur de médecine français, spécialiste d’informatique médicale et d'Intelligence Artificielle en Santé.

## Biographie

### Famille
Il est le fils de Gaston Venot, général d'aviation, le petit-fils de Germaine Perrin de la Boullaye, archéologue et le neveu de Joseph-Marie Perrin, prêtre et résistant.

### Formation et postes occupés
Après des études secondaires au lycée Buffon à Paris, il suit en parallèle plusieurs cursus, médecine à l’université René-Descartes, physique, automatique et informatique à l’université Pierre-et-Marie-Curie. Il obtient deux doctorats d'état (doctorat d'état es sciences mathématiques , doctorat d'état en biologie humaine), le diplôme d'État de docteur en médecine avec une spécialité en médecine nucléaire puis en santé publique, et un doctorat de 3e cycle de physique.
Il travaille de 1970 à 1974 comme chercheur à l’Adersa-Gerbios (Groupe d’études et de recherches en biosystèmes) dirigé par J Richalet et y effectue des travaux de modélisation mathématique de processus biologiques.
Il commence à enseigner la biophysique à l'UFR Cochin (université René-Descartes) en 1969 où en 1977 il est nommé maître de conférences des universités – praticien hospitalier (MCU-PH), puis en 1986 professeur des universités – praticien hospitalier (PU-PH) en biostatistique et informatique médicale (santé publique).
Dans cette université, il développe un premier laboratoire hospitalo-universitaire incluant l'équipe d'accueil EA 2494 dénommée Pratiques et sciences de l'information en médecine dont il est le directeur. Il travaille en collaboration avec des pharmacologues et thérapeutes au sein de l’Institut de recherche thérapeutique de l'université René-Descartes et du groupement d'intérêt public Eclimed (Évaluation clinique des médicaments) dont il devient le directeur adjoint.
En 2002, il obtient sa mutation à l’université Paris-XIII dans l'UFR Santé, Médecine, Biologie humaine et il développe une deuxième équipe d'accueil, l'EA 3969 LIM&BIO (Laboratoire d’informatique médicale et Bio-informatique). En 2014, ce laboratoire fusionne avec une équipe INSERM dirigée par Marie-Christine Jaulent pour devenir l'unité INSERM 1142 LIMICS (laboratoire d'informatique médicale et d'ingénierie des connaissances en e-santé) dont il assure la codirection.
Depuis septembre 2015, il est professeur émérite à l'université Paris-XIII. Il est rattaché au laboratoire LIMICS et a assuré les fonctions de Directeur-adjoint jusqu'en janvier 2019. Il est maintenant chercheur associé à ce laboratoire.

## Activités

### Recherches
Ses premiers travaux portent sur la modélisation mathématique des processus dynamiques pour l’exploration fonctionnelle en médecine. Il montre l’apport des modèles non linéaires pour l’interprétation quantitative des explorations effectuées dans des conditions de saturation des récepteurs des organes métaboliques comme le foie.
Dans le domaine de l’imagerie numérique, il développe des méthodes robustes de comparaison automatique d’images non similaires (critères de changements de signes SSC et DSC) appliquées à différentes techniques : scintigraphie  avec JC Liehn, angiographie numérisée , photographie. Ces méthodes conduisent  à plusieurs développements industriels pour la comparaison d’images scintigraphiques, l’aide à l’interprétation des scintigraphies en double marquage et l’analyse quantitative d’images photographiques comme celles issues des phototrichogrammes. Il développe également des méthodes de quantification des phénomènes colorés en dermatologie et pharmacologie : lésions de psoriasis, dynamique de cicatrisation, test de Mc Kenzie pour évaluer la force d’un dermocorticoïde en collaboration avec M Herbin, JYDevaux et L Vinet.
Il se focalise ensuite sur le domaine de l’aide à la décision en médecine et il dirige des travaux portant sur la modélisation et la représentation des connaissances sur les médicaments dans les systèmes informatisés (indications, contrindications, posologie, pharmacocinétique, pharmacodynamie) et les systèmes d’aide à la prise en charge thérapeutique notamment dans le cadre du projet européen OPADE  avec I de Zegher et du projet ASTI. Il est ensuite à l’origine avec JB Lamy et C Duclos du langage VCM (Visualisation des Connaissances Médicales) qui permet de représenter graphiquement des concepts médicaux abstraits. Ce langage est utilisé par plusieurs éditeurs de logiciels médicaux pour faciliter l’utilisation des dossiers médicaux informatisés en médecine générale ou à l’hôpital, et celle des guides de bonnes pratiques cliniques.
En 2014, il dirige l’écriture d’un livre intitulé Medical Informatics, e-Health: Fundamentals and Applications édité par Springer avec deux éditions rédigées en français et en anglais.

### Activité  médicale
De 1974 à 1987, il pratique la médecine nucléaire à l'hôpital Cochin dans le service dirigé par le Pr JC Roucayrol, puis développe un département d'information médicale dans cet établissement.
À partir de 2003, il participe à la création d'un département de santé publique à l'hôpital Avicenne (AP-HP). De 2005 à 2015, il est chef du département de santé publique des hôpitaux universitaires de Seine Saint Denis (Assistance publique - Hôpitaux de Paris (AP-HP)).

### Enseignement
De 1991 à 2015, il est responsable ou coresponsable du diplôme d'études approfondies puis du master d’informatique biomédicale, qui forme au fil des années plusieurs centaines de spécialistes d'informatique médicale et de e-santé.

## Romans
Il publie en 2015 Un bel été à Gaitford, premier tome de la saga Les Destivel sous le pseudonyme de James de la Boullaye et sa traduction en anglais en 2016 avec le titre A French Pilot in Gaitford. En 2016, il publie Nos Vies d'abord, deuxième tome de la saga Les Destivel et sa traduction en anglais avec le titre Starting New Lives. En 2017, il publie Coupables Omissions, troisième tome de la saga Les Destivel et sa traduction en anglais avec le titre Guilty Omissions. Ces trois tomes sont réunis dans un seul volume en 2019 sous les titres Les Destivel 1937-1948 en français et The Destivels 1937-1948 en anglais.
En juin 2020, après des recherches sur Erna Redtenbacher, il publie sous le pseudonyme de James de la Boullaye, Les 5 Passions d'Erna R. aux Editions du Menhir, une fiction biographique mettant en scène Erna Redtenbacher, traductrice et amie de Colette, Colette elle-même, Mariette Lydis, Renée Hamon et Christiane Denayer,,.

## Prix et distinctions
En 1985, il reçoit le prix Jean Debiesse pour ses travaux sur la comparaison automatique d’images scintigraphiques, en collaboration avec JF Lebruchec.
En 2019, il reçoit le prix de la Société des Amis de Colette, pour ses recherches et écritures sur Erna Redtenbacher, traductrice et amie de Colette, décédée en 1940 à Saint Philibert dans le Morbihan.